# اختلال اضطرابی
اختلالات اضطرابی گروهی از اختلالات روانی هستند که دارای نشانه‌هایی از اضطراب و ترس‌اند. اضطراب ناشی از نگرانی در مورد آینده است و ترس واکنشی به رویداد کنونی. احساس اختلال اضطرابی می‌تواند دارای نشانه‌های فیزیکی همچون تپش قلب و لرز باشد. چندین اختلال اضطرابی وجود دارد، از جمله اختلال اضطراب منتشر، هراس‌های ویژه، اختلال اضطراب اجتماعی، اختلال اضطراب جدایی، هراس از مکان‌های باز، اختلال ترس و سکوت انتخابی. اختلال با آنچه منجر به علائم می‌شود متفاوت است. افراد اغلب بیش از یک اختلال اضطرابی دارند.

## انواع اختلالات اضطرابی
اختلالات اضطرابی شامل ۱۰ اختلال است. در این اختلالات، علایم اضطرابی ویژگی بارز نمای بالینی است.
1. اختلال پانیک (وحشت زدگی)
2. بازار هراسی (آگورافوبیا)
3. هراس‌های اختصاصی یا ویژه (فوبیا‌ها)
4. اختلال اضطراب اجتماعی (جمع‌هراسی)
5. اختلال اضطراب فراگیر (منتشر)
6. اختلال وسواس فکری-عملی
7. اضطراب موقعیتی
8. اختلال اضطراب جدایی
9. گنگی (سکوت انتخابی)
10. اختلال اضطراب پس از سانحه
11. اختلال اضطراب عصبی (هنگام عصبی شدن)

## علل
تصور می‌شود علت اختلالات اضطرابی ترکیبی از عوامل ژنتیکی و محیطی است. عوامل خطر شامل سابقه کودک آزاری، سابقه خانوادگی اختلالات روانی و فقر است. اختلالات اضطرابی اغلب با سایر اختلالات روانی، به ویژه اختلال افسردگی اساسی، اختلال شخصیت و اختلال در مصرف مواد رخ می‌دهد. برای تشخیص علائم معمولاً حداقل ۶ ماه باید وجود داشته باشد، بیشتر از آنچه انتظار می‌رود برای وضعیت باشد و عملکرد را کاهش دهد. سایر مشکلاتی که ممکن است منجر به علائم مشابه شود، پرکاری تیروئید است. بیماری قلبی؛ مصرف کافئین، الکل یا حشیش؛ و حذف برخی از داروهای خاص.

## بیماری‌شناسی
اختلال اضطرابی ازجمله اختلالات روانشناختی است که منشأ فیزیولوژیک آن کاملاً شناخته‌شده نیست، ولی ارتباط تنگاتنگی با اختلالات افسردگی دارد.

## آمار
زنان، میان‌سالان و افراد سالمند بیشتر با اختلالات اضطرابی مواجه هستند.
در حدود ۱۲٪ از افراد در یک سال معین از یک اختلال اضطرابی رنج می‌برند و بین ۵ تا ۳۰ درصد در طول زندگی تحت تأثیر قرار می‌گیرند. آنها در زنان تقریباً دو برابر مردان اتفاق می‌افتند و عموماً قبل از سن ۲۵ سالگی شروع می‌شوند. شایع‌ترین آن هراس‌های ویژه است (تقریباً ۱۲٪) و اختلال اضطراب اجتماعی که ۱۰٪ را تحت تأثیر قرار می‌دهد. هراس‌های ویژه عمدتاً بر افراد بین ۱۵ تا ۳۵ سال تأثیر می‌گذارد و بعد از ۵۵ سالگی شایع تر می‌شود. به نظر می‌رسد در ایالات متحده و اروپا نرخ‌ها بالاتر است.